# Liz Dieppa
Liz Dieppa es una actriz, cantante y bailarina estadounidense, que desarrolla su carrera en países como México y Estados Unidos.

## Carrera
Actriz formada en el Circle in the Square Theater School en Nueva York y el Centro de Educación Artística de Televisa en México. Debutó en el año 2013 como bailarina en Teen Beach Movie de Disney Channel, en el 2017 graba la cinta mexicana El Habitante, y este mismo año realiza su primera telenovela Sangre de mi tierra  de Telemundo. En el 2018 participa en las series Nicky Jam: El ganador de Netflix y La bella y las bestias de Univision. Posteriormente, en el 2019, protagoniza su primera película en México titulada “Quiere Jugar” del director Adrián García Bogliano, y tiene la oportunidad de trabajar en su país, Puerto Rico, como parte de las protagonistas de la serie original de YouTube: "Bravas".  En el 2020 formó parte del elenco de la película "El Cuartito" dirigida por Marcos Carnevale, personificó a Tania en la novela de Telemundo "100 días para enamorarnos" y actualmente se encuentra en grabaciones de la próxima novela del mismo canal llamada "La Suerte de Loli".

## Filmografía

### Televisión
| Año  | Título                    | Personaje              | Canal              |
| 2020 | La Suerte de Loli         | Carol                  | Telemundo          |
| 2020 | 100 días para enamorarnos | Tania                  | Telemundo          |
| 2019 | Bravas                    | Tanamá                 | YouTube            |
| 2018 | Nicky Jam: El ganador     | Vivian                 | Netflix, Telemundo |
| 2018 | La bella y las bestias    | Erika                  | Univision          |
| 2017 | Sangre de mi tierra       | Sofía Pereira Anderson | Telemundo          |
| 2017 | Como dice el dicho        | Myrna                  | Televisa           |
| 2017 | Como dice el dicho        | Brenda                 | Televisa           |
| 2017 | La rosa de Guadalupe      | Amalia                 | Televisa           |
| 2017 | Zona Y                    | Yesica                 |                    |

### Cine
| AÑO  | PRODUCCIÓN       | PERSONAJE |
| 2021 | Juega Conmigo    | Sofía     |
| 2020 | El Cuartito      | Guadalupe |
| 2017 | El Habitante     | Camila    |
| 2013 | Teen Beach Movie | Bailarina |